# Hôtel de Bryas
L'hôtel de Bryas est un hôtel particulier situé 15, place Charles-Gruet, à Bordeaux, en France.
Ce bâtiment fait l’objet d’une inscription au titre des monuments historiques depuis le 7 mars 2012.

## Historique
Gabriel-Joseph Durand (1792-1858) est l'architecte de l'hôtel. Construit en 1822 pour le marquis de Bryas qui fut brièvement maire de Bordeaux (1830-1831) durant la Monarchie de Juillet. La façade est ennoblie par deux colonnes ioniques encadrant l'entrée et les salons furent décorés par le sculpteur ornementaliste Florian Bonino (ayant aussi réalisé le décor des colonnes rostrales).
L'hôtel est revendu au XIXe siècle à plusieurs reprises. Au début du XXe siècle, il abrite un temps l'archevêque de Bordeaux, chassé de sa résidence par les événements de 1905. Le riche négociant en vin René Delor en fait l'acquisition en 1923 et fait appel à son architecte Pierre Ferret pour des travaux de restauration.
En 1925, Pierre Ferret remodèle l'hôtel par l'aménagement d'une annexe à l'immeuble conduisant à l'élargissement de la façade sur rue de deux travées supplémentaires permettant d'installer un garage accessible par une large porte en anse de panier composée de quatre vantaux de bois surmontés par un châssis fixe de tympan, sans rompre l'unité stylistique néo-classique. Il développe à l'intérieur un riche programme décoratif mêlant habilement le néo-classique du XVIIIe (par exemple de l'escalier) et l'Art déco (par exemple, la fontaine murale de la salle à manger du rez-de-chaussée). Dans le centre du jardin, Pierre Ferret élève un petit temple rond formé d’une simple rangée de colonnes à chapiteaux ioniques soutenant un dôme sommé par une pomme de pin. 
Les propriétaires actuels font entreprendre des travaux sur la façade arrière par la fermeture du péristyle du rez-de-chaussée par un vitrage, par la construction d'une verrière couvrant le balcon situé au premier étage sur le péristyle, et sur le jardin par la restitution des bassins et la restauration de l'élément de rocaille installé en fond de parcelle.